# 周宣王伐西戎之戰
周宣王伐西戎之戰（前822年）是周宣王派秦庄公兄弟五人討伐西戎的战争。
周厉王无道，西戎反叛，灭大駱、犬丘之族 。周宣王即位后，于宣王四年（前824年），任命秦仲為大夫，命其帶兵征討西戎。宣王六年（前822年），秦仲戰敗身亡，周宣王召見秦仲之子秦庄公兄弟五人，給他們七千兵卒，命令他們討伐西戎。秦庄公擊敗西戎，周宣王封秦庄公為西垂大夫，加封大駱犬丘（甘肅省天水市西南禮縣一帶）之地。